# Challenger de Manama 2023
El torneo Bahrain Ministry of Interior Tennis Challenger 2023 fue un torneo de tenis perteneció al ATP Challenger Tour 2023 en la categoría Challenger 125. Se trató de la 2ª edición; el torneo tuvo lugar en la ciudad de Manama (Baréin), desde el 13 hasta el 19 de febrero de 2023 sobre pista dura al aire libre.

## Jugadores participantes del cuadro de individuales
| Favorito | País                       | Jugador               | Rank1 | Posición en el torneo |
| -------- | -------------------------- | --------------------- | ----- | --------------------- |
| 1        | Bandera de Australia       | Jason Kubler          | 79    | Cuartos de final      |
| 2        | Bandera de Australia       | Alexei Popyrin        | 90    | Cuartos de final      |
| 3        | Bandera de Australia       | Christopher O'Connell | 94    | Segunda ronda         |
| 4        | Bandera de Italia          | Francesco Passaro     | 109   | Segunda ronda         |
| 5        | Bandera de Italia          | Matteo Arnaldi        | 110   | Primera ronda         |
| 6        | Bandera de República Checa | Tomáš Macháč          | 117   | Cuartos de final      |
| 7        | Bandera vacío              | Pavel Kotov           | 128   | Primera ronda         |
| 8        | Bandera de Australia       | Thanasi Kokkinakis    | 140   | CAMPEÓN               |

- 1 Se ha tomado en cuenta el ranking del 6 de febrero de 2023.

### Otros participantes
Los siguientes jugadores recibieron una invitación (wild card), por lo tanto ingresan directamente al cuadro principal (WC):
- Yusuf Qaed
- Bekkhan Atlangeriev
- Abedallah Shelbayh

Los siguientes jugadores ingresan al cuadro principal tras disputar el cuadro clasificatorio (Q):
- Andrea Arnaboldi
- Aleksandr Braynin
- Viktor Durasovic
- Yankı Erel
- Vitaliy Sachko
- Mohamed Safwat

## Campeones

### Individual Masculino
- Thanasi Kokkinakis derrotó en la final a  Abedallah Shelbayh, 6–1, 6–4

### Dobles Masculino
- Patrik Niklas-Salminen /  Bart Stevens derrotaron en la final a  Ruben Gonzales /  Fernando Romboli, 6–3, 6–4